# モンゴル書道

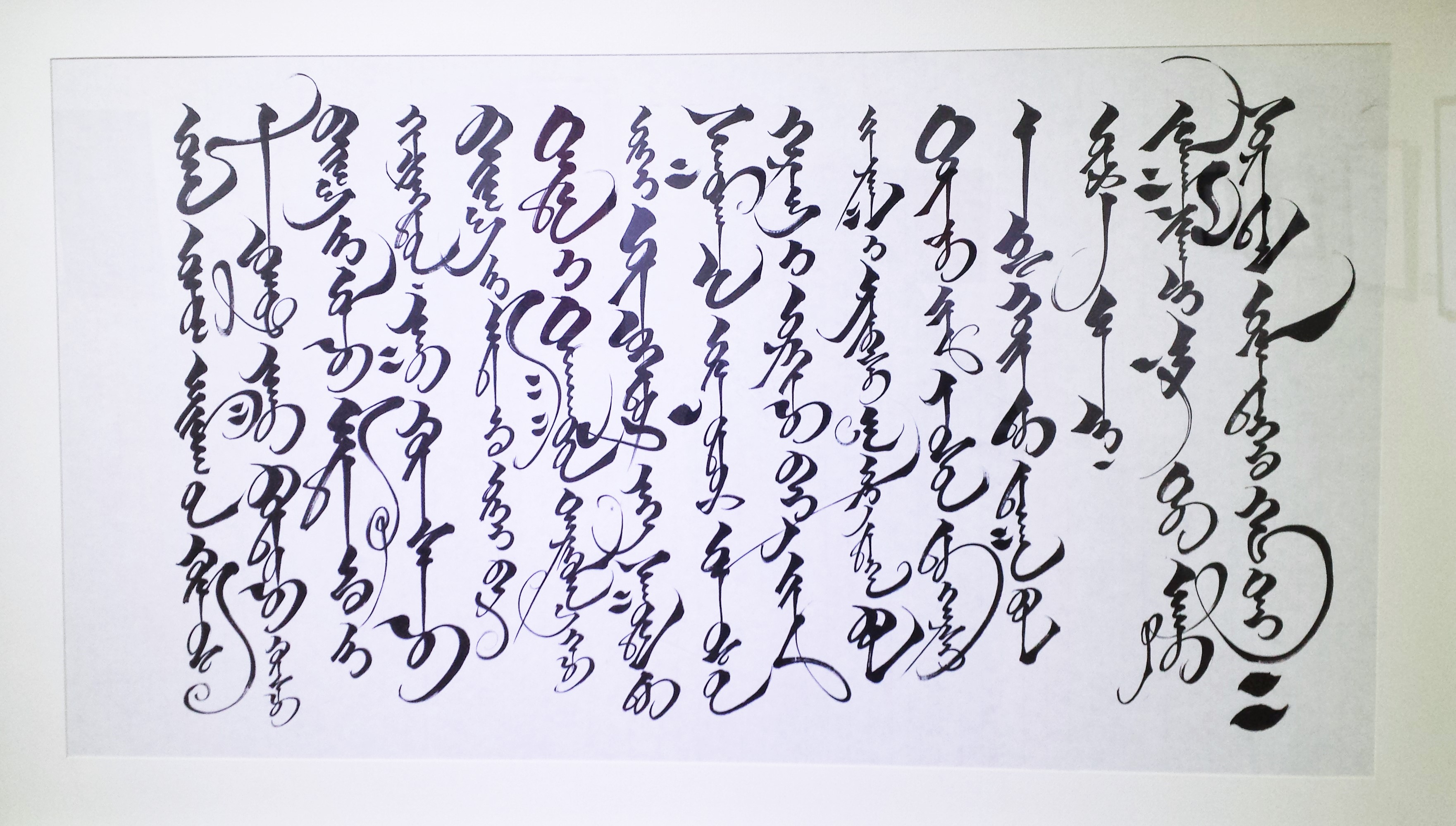
モンゴル書道

モンゴル書道 (モンゴルしょどう、モンゴル語: Монгол уран бичлэг
、中国語: 蒙古文書法/蒙古文书法、蒙文書法/蒙文书法、英語: Mongolian calligraphy) はモンゴル文字を用いて行われる書道のことである。中国や日本で行われている書道や朝鮮の書道と同じく、毛筆を用いて行われるが、アラビア文字のように連続した筆致で描き上げるのが特徴である。モンゴル国内だけでなく、中国国内の内モンゴル自治区にもモンゴル書道の書家がおり、白布和のような有名な書家がいる。また、内モンゴル自治区内ではモンゴル書道の書道展が開催されており、2011年には通遼市で第3回大会が開催された。

ギャラリー
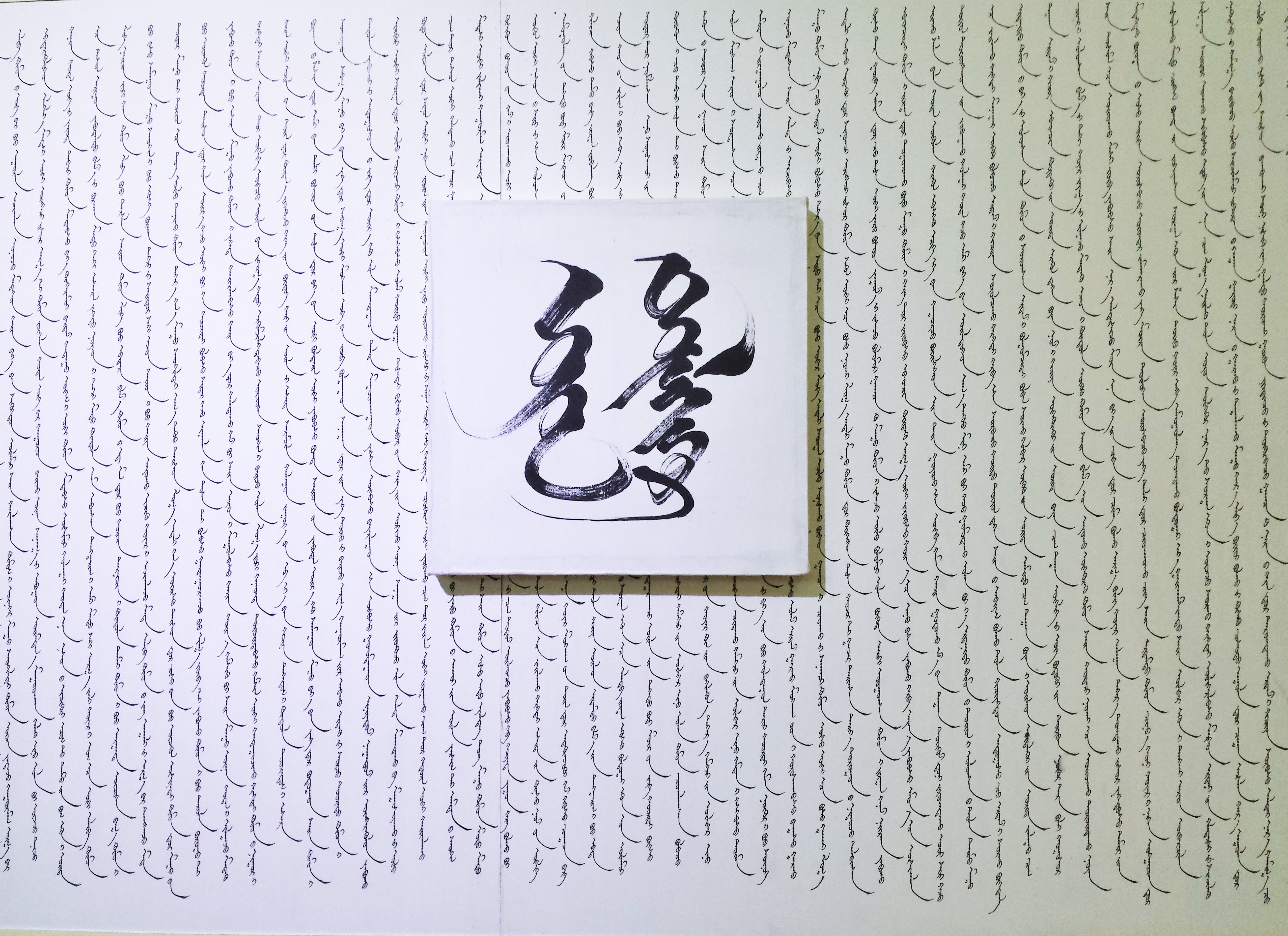
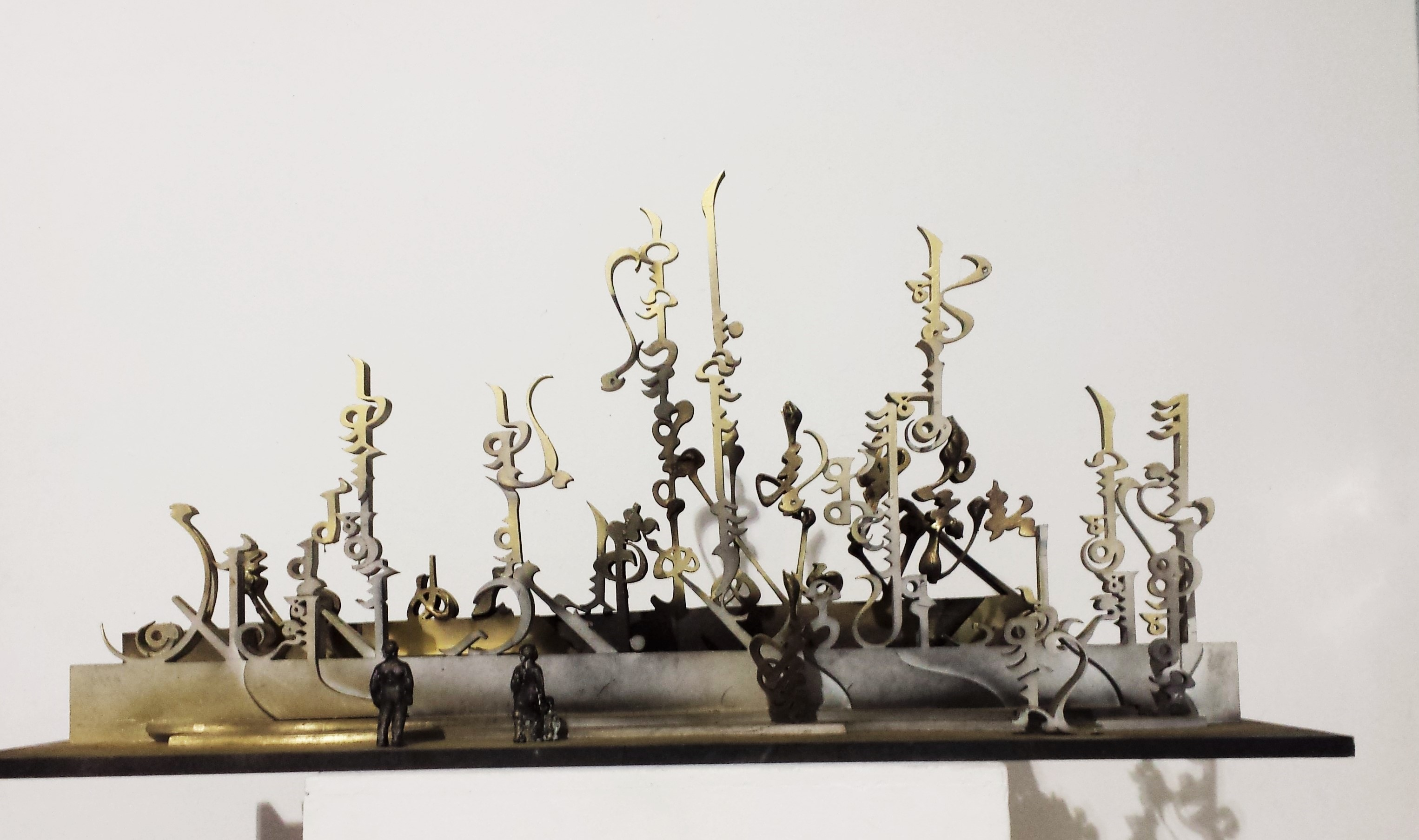
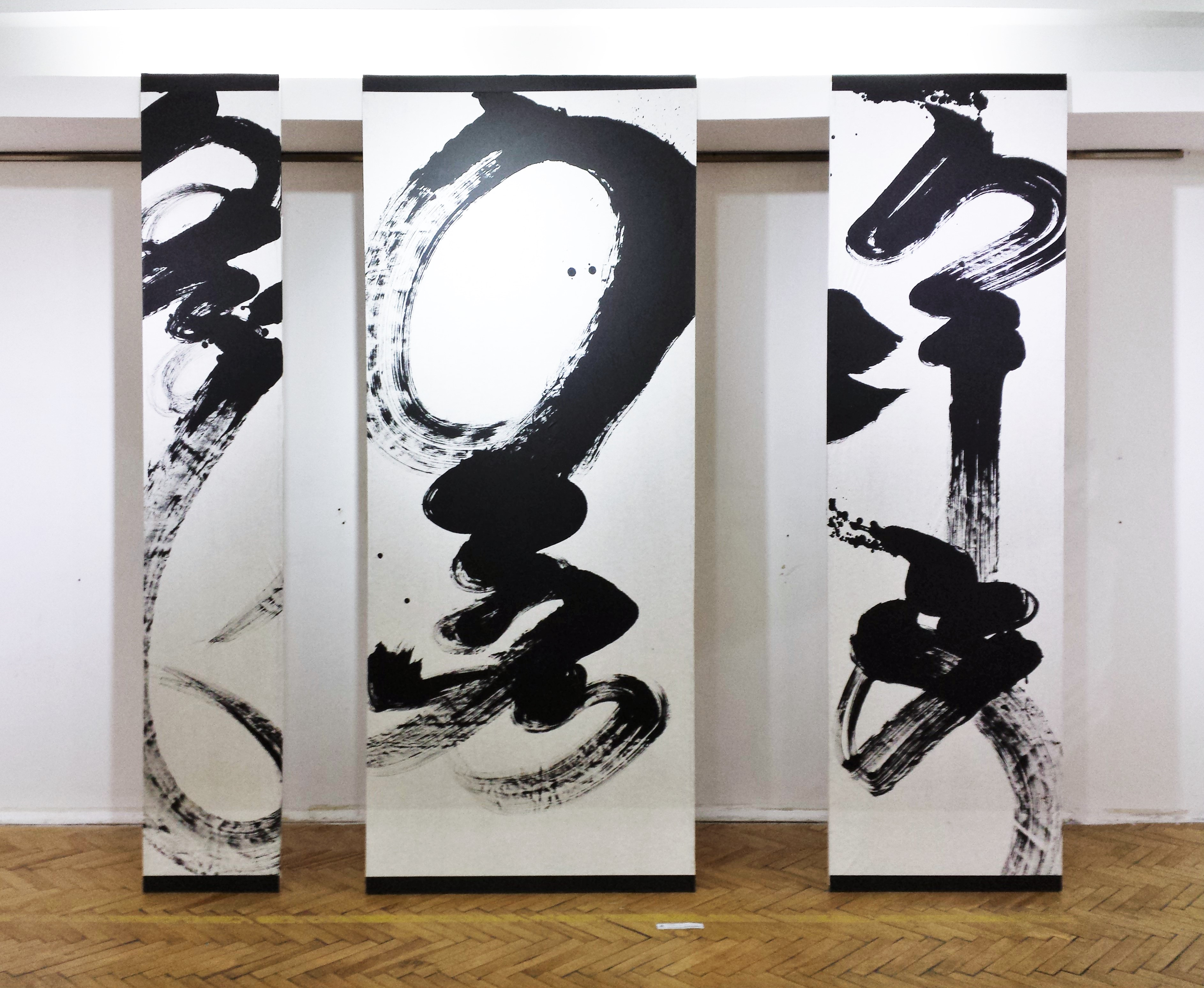
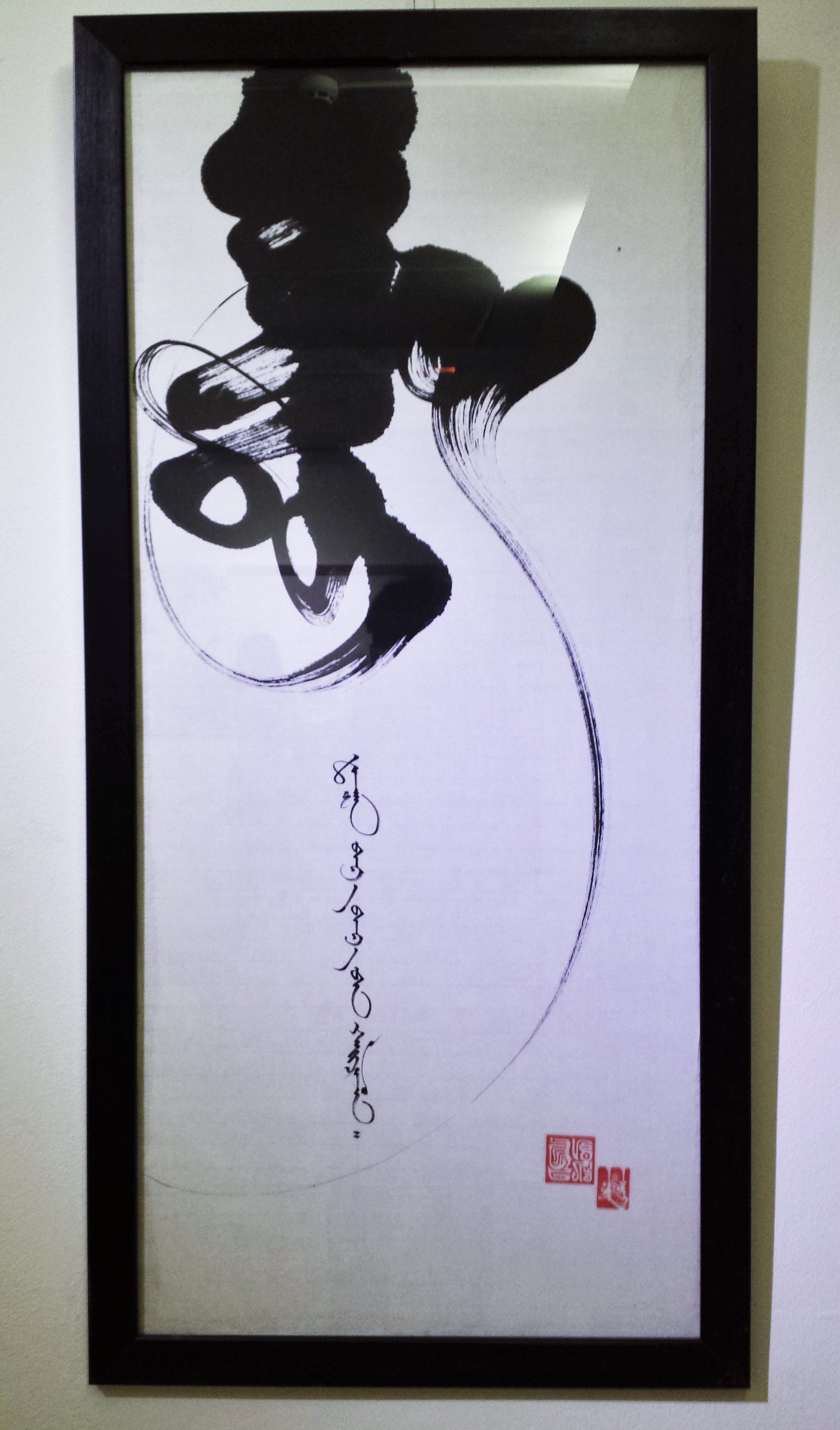
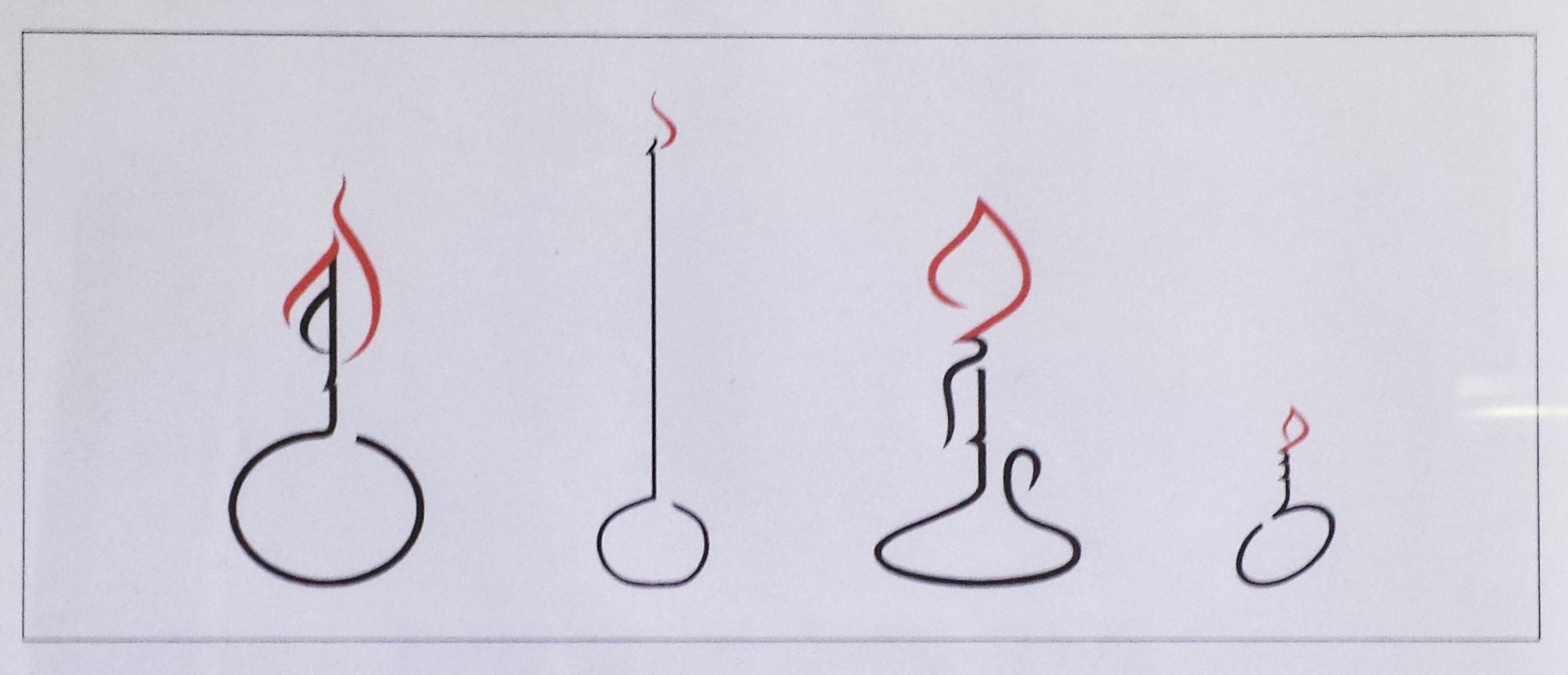
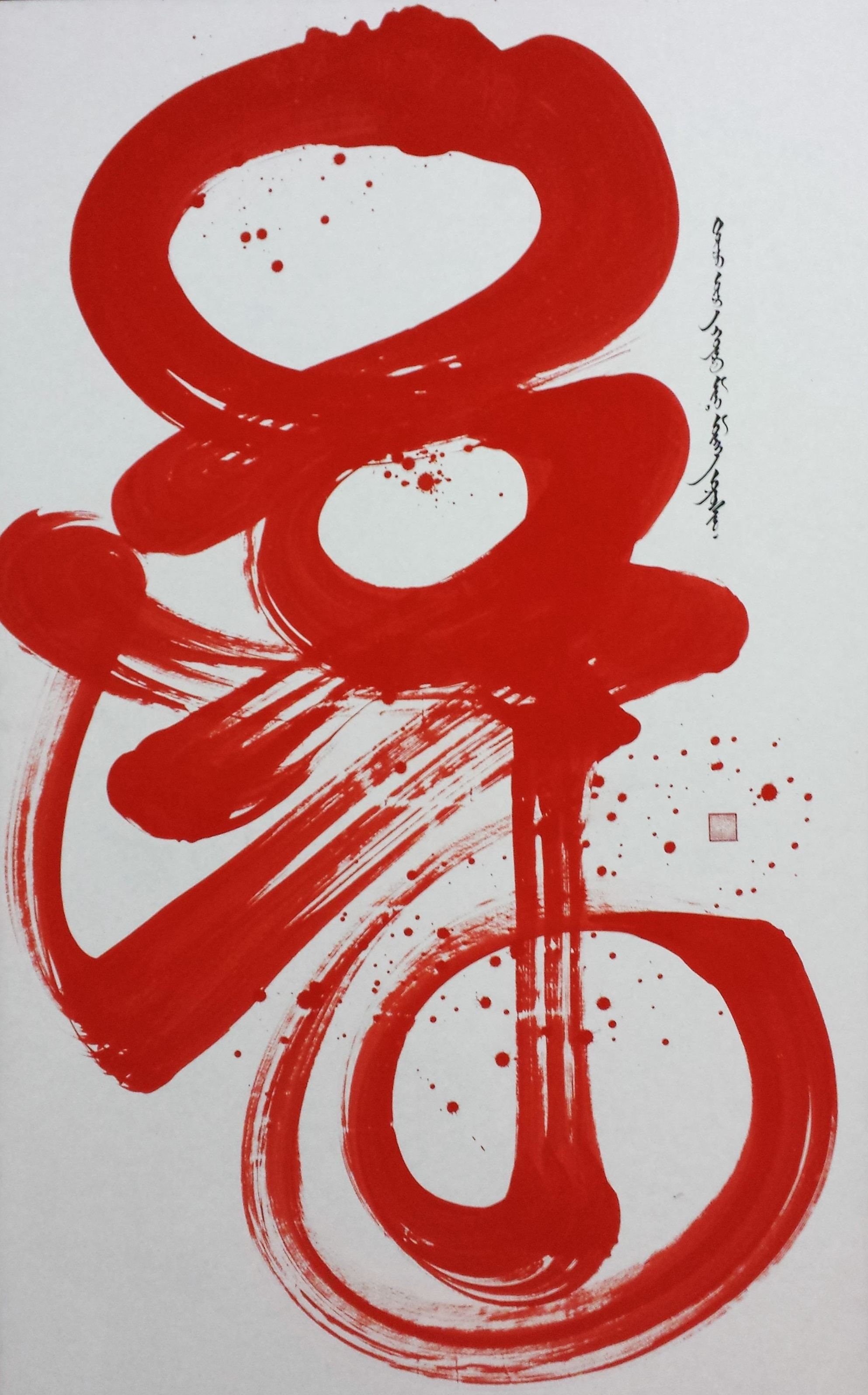
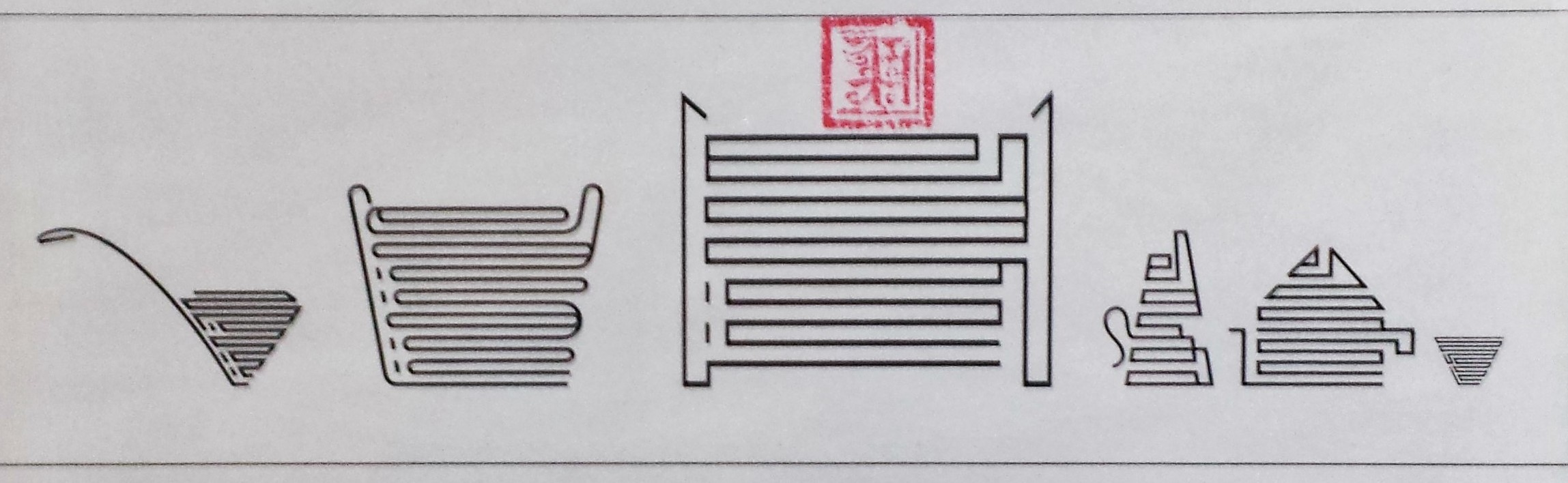
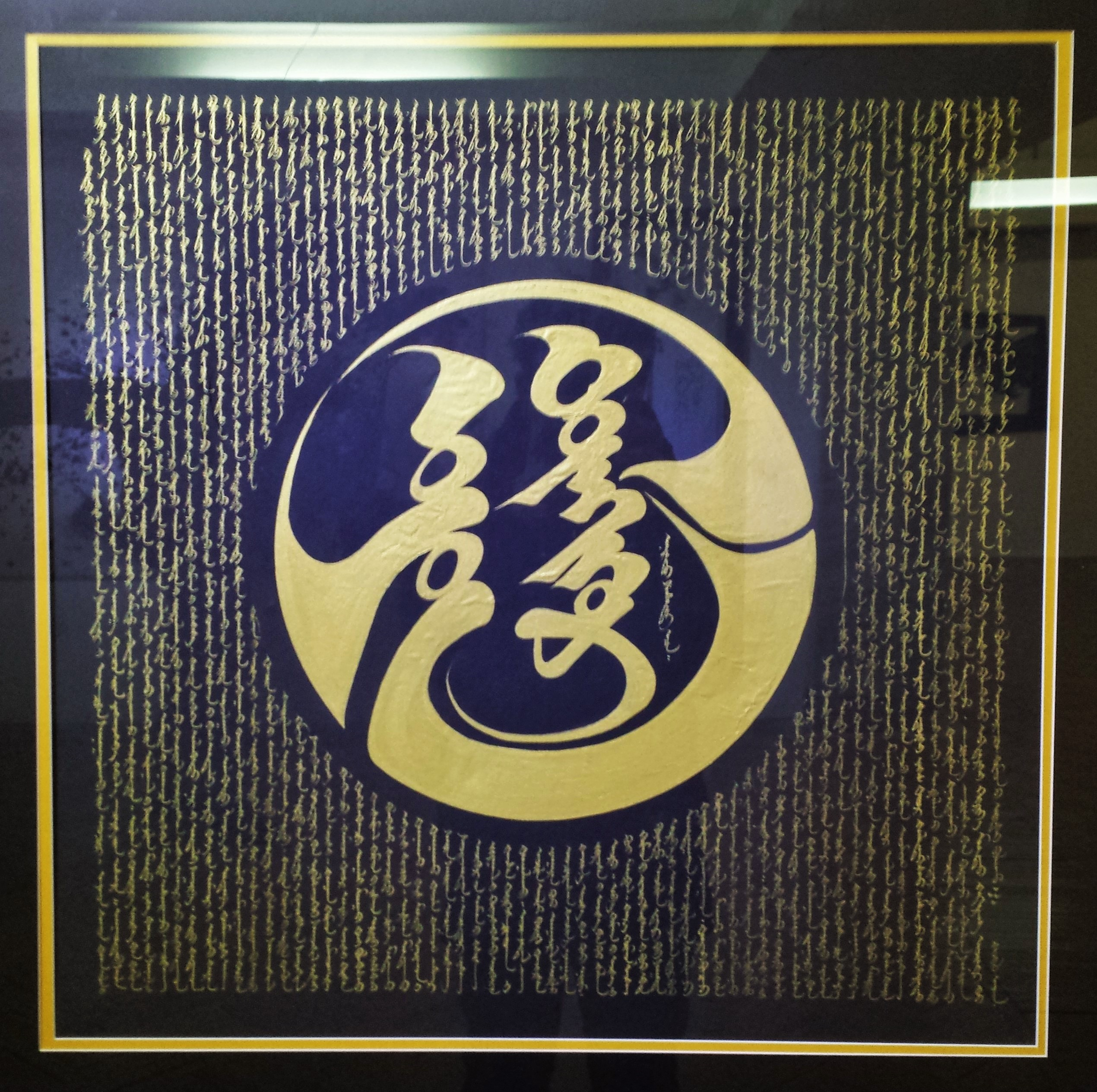
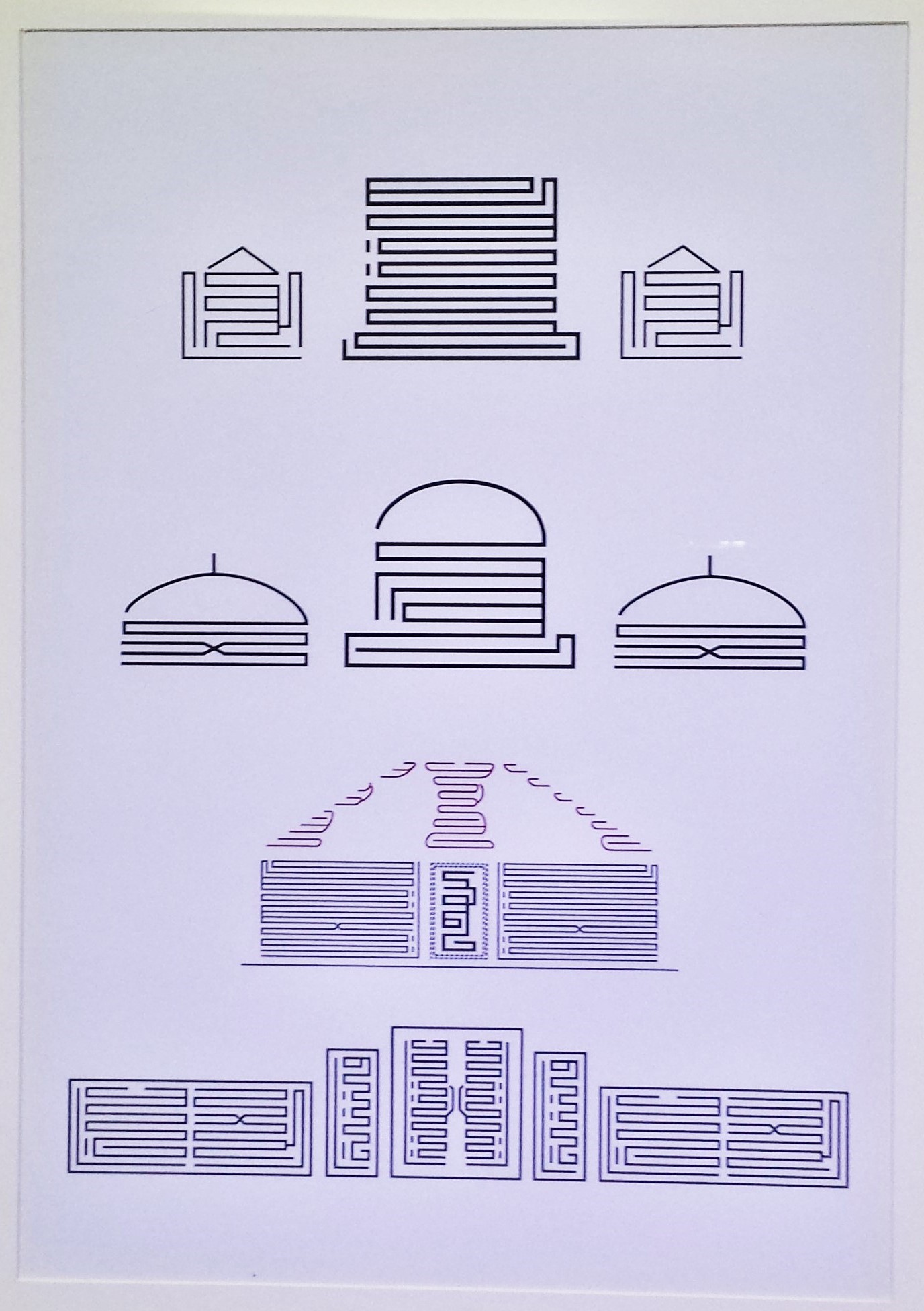